# Susana la perverse
Pour plus de détails, voir Fiche technique et Distribution.
Susana la perverse (Susana, demonio y carne) est un film mexicain de Luis Buñuel inspiré du roman de Manuel Reachien 1950, juste après Los Olvidados et sorti en 1951. C'est une comédie dramatique dont Buñuel regrettait la fin trop morale.
En juillet 1994, le film est inclus dans la liste établie par la revue Somos des 100 meilleurs films mexicains de tous les temps.

## Synopsis
Par une terrible nuit d'orage, où la jument Lozana vient de faire une fausse couche, une jeune fille échappée d'une maison de redressement (Rosita Quintana) arrive à l'hacienda de Don Guadalupe (Fernando Soler). Elle y est bien accueillie, seule la vieille servante Felisa la considére comme une envoyée du diable. Susana séduit d'abord Jesus, l'intendant coureur de jupons (Víctor Manuel Mendoza), puis Alberto, le fils de la famille et enfin, Don Guadalupe lui-même. Elle réussit à faire renvoyer l'intendant, qui a appris la vérité sur elle et est sur le point de faire chasser la mère de famille, Dona Carmen (Matilde Palou), lorsqu'on vient finalement l'arrêter. Avec son expulsion, l'hacienda retrouve son calme, auquel répond la guérison de la jument.

## Fiche technique
- Titre original : Susana, demonio y carne (litt. : Susana, le diable et la chair)
- Titre en français : Susana la perverse
- Réalisation : Luis Buñuel
- Scénario : Luis Buñuel et Jaime Salvador, d'après un roman de Manuel Reachi
- Production : Sergio Kogan et Manuel Reachi
- Photographie : José Ortiz Ramos
- Direction artistique : Gunther Gerszo
- Montage : Jorge Bustos et Luis Buñuel (non crédité)
- Musique : Raúl Lavista
- Formats : 35 mm, noir et blanc
- Durée : 86 minutes
- Affiche : Boris Grinsson (France)

## Distribution
- Fernando Soler : Don Guadalupe
- Rosita Quintana : Susana
- Víctor Manuel Mendoza : Jesus, l'intendant
- Matilde Palou : Dona Carmen, femme de Don Guadalupe
- María Gentil Arcos : Felisa, la servante
- Luis López Somoza : Alberto, le fils de la famille
- Rafael Icardo : Don Severiano, le vétérinaire
- Enrique del Castillo : le garde de la maison de redressement